# Afundamento do ARA General Belgrano
O afundamento do cruzador ARA General Belgrano ocorreu a 2 de maio de 1982, em consequência do ataque do submarino nuclear britânico HMS Conqueror, durante o conflito conhecido como a Guerra das Malvinas (Guerra das Falklands, para os anglófonos). O afundamento do General Belgrano provocou a morte de 323 marinheiros argentinos, praticamente metade de todas as baixas argentinas durante o conflito, e uma forte polémica, visto que o ataque ocorreu fora da zona de exclusão estabelecida pelo governo britânico em torno das ilhas. No Reino Unido há quem considere que a ação foi levada a cabo com o objetivo de inviabilizar as conversações de paz e aumentar a popularidade da primeira-ministra Margaret Thatcher junto da opinião pública britânica, enquanto que na Argentina muitos consideram o afundamento do cruzador um crime de guerra. Independentemente da controvérsia em torno do afundamento, do ponto de vista militar ele cumpriu o seu objetivo, pois assegurou a superioridade naval dos britânicos, decisiva para o desfecho do conflito.
O afundamento do Belgrano é o único caso de um navio de guerra torpedeado e afundado em ação por um submarino nuclear, e um dos dois únicos casos de um navio de guerra afundado por qualquer tipo de submarino desde o fim da Segunda Guerra Mundial.

## Prelúdio

### Lado argentino

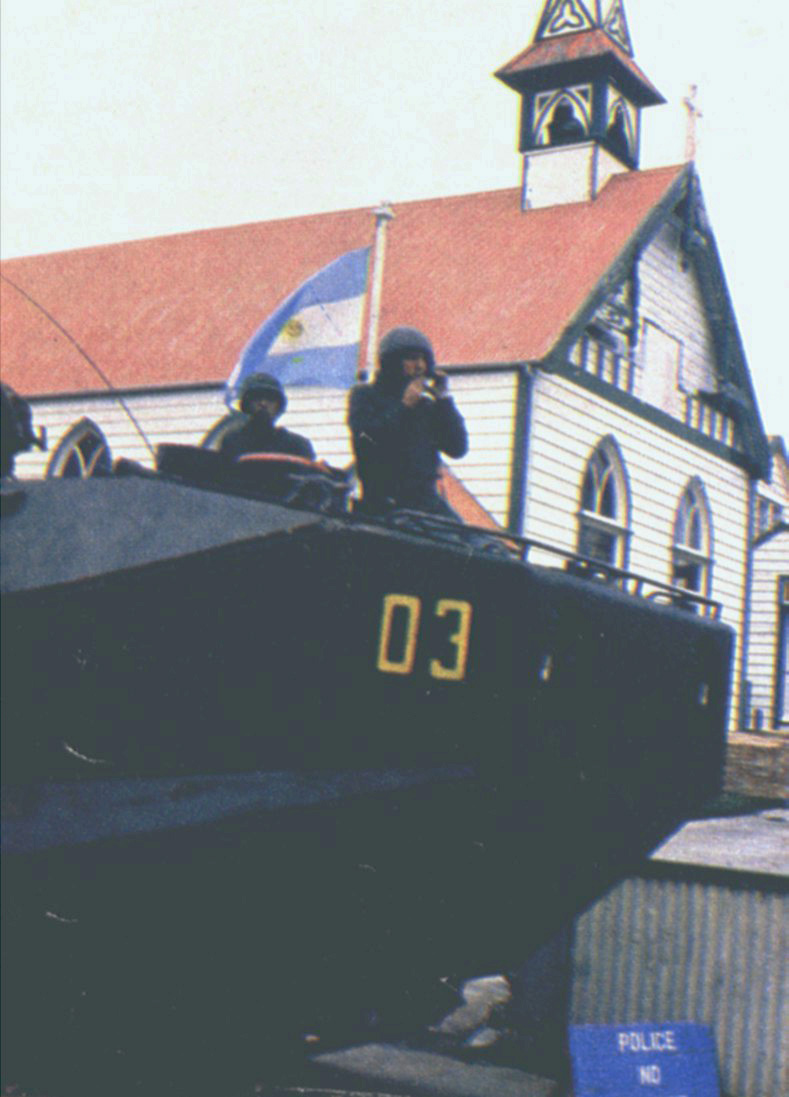
Forças militares argentinas patrulhando Port Stanley após a tomada da cidade, abril de 1982

Em março de 1982 verificou-se um endurecimento das relações diplomáticas entre a Argentina e o Reino Unido devido às recentes e infrutíferas negociações entre os dois países sobre a soberania das ilhas Malvinas, Geórgia do Sul e Sandwich do Sul. Um incidente ocorrido na ilha Geórgia do Sul no dia 19 de março, quando um grupo de trabalhadores de uma empresa argentina contratada para desmantelar antigas instalações baleeiras na ilha desembarcou em Port Leith e içou uma bandeira argentina, foi interpretado pelos britânicos como uma provocação e levou a uma escalada de tensão entre os dois países, tendo a frota argentina ancorada em Puerto Belgrano entrado em estado de alerta e iniciado em segredo a sua preparação para zarpar com o objetivo de invadir e ocupar as ilhas. "Pediram-nos segredo total e absoluto relativamente a essa decisão, visto que o fator surpresa seria prioritário nessa manobra", comentou mais tarde o comandante Héctor Bonzo, capitão do Belgrano, sobre a primeira notificação recebida do Estado-Maior da Armada Argentina sobre a ação bélica a empreender nas ilhas Malvinas.
A frota argentina zarpou de Puerto Belgrano no dia 28 de março, passando a constituir a "Força-Tarefa 40" (FT 40) sob o comando do contra-almirante Walter Allara, tendo as forças argentinas invadido e ocupado as ilhas Malvinas no dia 2 de abril e a ilha Geórgia do Sul no dia seguinte. O Belgrano foi o único navio de guerra argentino que não participou na operação, dado que não tinha sido possível concluir as reparações previstas na sua manutenção anual. A frota argentina apenas regressou a Puerto Belgrano no dia 6 de abril; na sua ausência, os esforços das equipas de reparação puderam ser concentrados no cruzador, tendo as suas reparações sido concluídas após a primeira semana de abril. Para além disso, foi embarcado um helicóptero Alouette III da Aviação Naval Argentina, aumentando assim a capacidade de vigilância do navio. Após a conclusão das reparações, o treino dos recrutas passou a ser a grande prioridade, tendo também sido reforçado o departamento médico do navio. Em tempo de paz a tripulação era 30% menor do que em tempo de guerra, mas nesta ocasião o Belgrano contava com 1 093 homens, incluindo 408 recrutas e dois civis. O navio adotou então três turnos de guarda rotativos enquanto o navio não entrasse em combate, em que cada tripulante cumpria um turno de oito horas por dia. Desta forma, o navio mantinha-se permanentemente operacional e com possibilidade de dar resposta imediata com todos os sistemas e serviços.

Com a força expedicionária britânica em plena movimentação rumo ao Atlântico Sul, e dada a ausência de progressos a nível diplomático com vista à resolução pacífica do conflito, os navios da Armada Argentina passaram a constituir a "Força-Tarefa 79" (FT 79) sob o comando do contra-almirante Walter Allara, tendo os seus principais navios sido distribuídos por três grupos-tarefa: o "Grupo-Tarefa 79.1" (GT 79.1), composto pelo porta-aviões ARA Veinticinco de Mayo, três corvetas, um contratorpedeiro e um navio-petroleiro; o "Grupo-Tarefa 79.2" (GT 79.2), composto por cinco contratorpedeiros e um navio-petroleiro; e o "Grupo-Tarefa 79.3" (GT 79.3), composto pelo ARA General Belgrano. Na distribuição das forças pelo teatro de operações foi privilegiada a zona a norte das ilhas, para onde foram destacados o "GT 79.1" e o "GT 79.2", enquanto que para a zona sul apenas foi destacado o "GT 79.3", cujas ordens originais eram:
1. Dirigir-se à sua zona de operações ao largo da ilha dos Estados, navegando junto à costa a fim de ocultar intenções e diminuir a ameaça submarina;
2. Vigiar o acesso meridional ao teatro de operações, intercetar unidades inimigas de acordo com as ordens recebidas e servir como dissuasor regional;[nota 3]
3. Evitar o contacto tático com unidades inimigas armadas com mísseis antinavio;
4. Caso necessário, e de acordo com a situação, reabastecer na Base Naval Ushuaia.

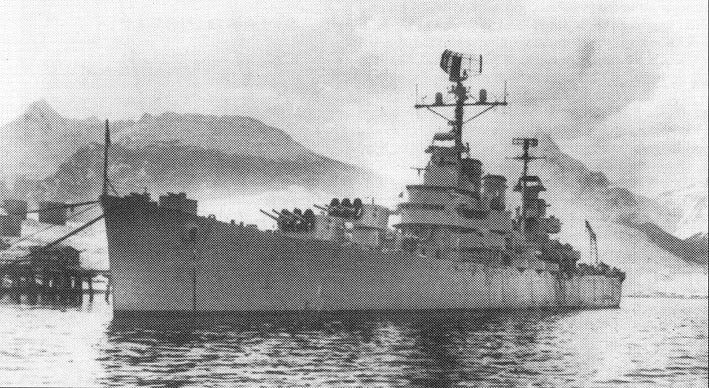
O ARA General Belgrano na Base Naval Ushuaia, poucos dias antes do seu afundamento

Após adiar por duas vezes a partida, o cruzador zarpou de Puerto Belgrano no dia 16 de abril, tendo chegado à ilha dos Estados no dia 19 de abril. Depois de patrulhar a zona durante alguns dias e de realizar exercícios de tiro real junto à costa sul da ilha, o Belgrano atracou na Base Naval Ushuaia às 18h30 do dia 22 de abril, para reabastecimento de combustível e troca de um lote de munição defeituosa. Os membros da sua tripulação aproveitaram esta paragem para enviar cartas para os seus familiares e amigos, muitas das quais só chegariam ao destino após o afundamento do navio. O cruzador partiu de Ushuaia às 08h30 do dia 24 de abril, tendo recebido nessa tarde uma comunicação transmitindo a reorganização da "FT 79" e novas ordens; dois contratorpedeiros e um navio-petroleiro haviam sido atribuídos ao "GT 79.3", que com o Belgrano como nau capitânia deveria manter-se em espera na zona entre os meridianos da ilha dos Estados e do Banco Namuncurá. O ARA Piedra Buena e o ARA Hipólito Bouchard separaram-se então do "GT 79.2" e rumaram a sul para se incorporar no "GT 79.3", reunindo-se com o Belgrano e com o navio-petroleiro YPF Puerto Rosales a norte da ilha dos Estados no dia 28 de abril, tendo-se realizado nessa tarde exercícios conjuntos entre o cruzador e os contratorpedeiros por forma a aperfeiçoar as manobras táticas e a comunicação entre os navios. A missão dos contratorpedeiros era proteger o Belgrano de inimigos de superfície, ataques aéreos e submarinos, formando uma cortina de proteção.
Durante a tarde do dia 29 de abril foram recebidas duas comunicações, uma ordenando o "GT 79.3" a rumar a leste em direção à zona a sul das ilhas Malvinas no dia 1 de maio, e outra eliminando todas as restrições ao uso de armas contra alvos identificados como inimigos. Uma das medidas de preparação para a partida era o reabastecimento de combustível dos navios pelo YPF Puerto Rosales, que foi programado para o dia seguinte. Durante a manhã do dia 30 de abril, foi concluído com sucesso o reabastecimento dos dois contratorpedeiros; o reabastecimento do cruzador foi iniciado às 16h00, mas teve de ser interrompido uma hora mais tarde devido ao agravamento das condições atmosféricas. Nessa tarde, o governo argentino emitiu o Comunicado 37, declarando como hostil qualquer navio ou aeronave britânica a menos de 200 mn da costa argentina, tanto do continente como das ilhas Malvinas, Geórgia do Sul e Sandwich do Sul. O reabastecimento do Belgrano foi concluído durante a manhã do dia 1 de maio, tendo o "GT 79.3" iniciado a sua navegação para leste por volta das 12h00, deixando o YPF Puerto Rosales estacionado na ilha dos Estados. Nesse dia, o governo argentino emitiu o Comunicado 40, ampliando a declaração de hostilidade a todos os navios britânicos no Atlântico Sul que se dirigissem ao teatro de operações e/ou constituíssem uma ameaça para a segurança nacional.

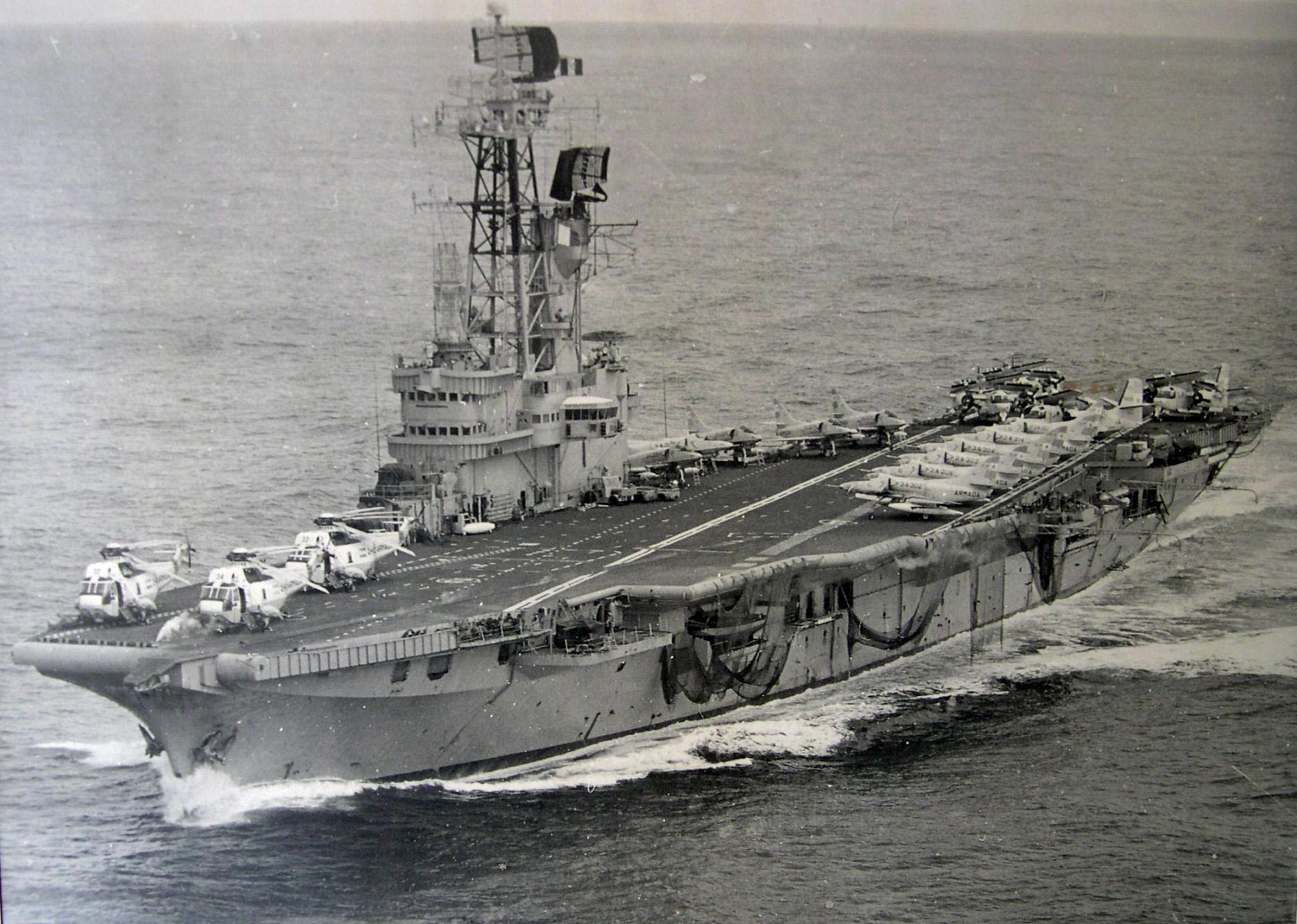
Porta-aviões ARA Veinticinco de Mayo

Durante o dia 1 de maio, as forças britânicas iniciaram os bombardeamentos navais e os ataques aéreos contra alvos militares nas ilhas Malvinas, tendo a persistência e intensidade dos mesmos, assim como a aproximação de grande parte da frota britânica à costa oriental do arquipélago, convencido as chefias militares argentinas de que estava iminente um desembarque. A Força Aérea Argentina reagiu à ofensiva, mas foi rechaçada pelos Sea Harrier dos porta-aviões HMS Hermes e HMS Invincible, tendo a Armada Argentina recebido pouco depois das 20h00 uma comunicação urgente com novas ordens para os grupos-tarefa, que deveriam posicionar-se para atacar a frota britânica, cuja liberdade de ação estava limitada pelo seu empenhamento na operação, tornando-a vulnerável.
A operação planeada pelo Estado-Maior da Armada Argentina consistia de uma manobra em pinça em torno das ilhas, com o "GT 79.1" liderado pelo porta-aviões ARA Veinticinco de Mayo a atacar pelo norte e o "GT 79.3" liderado pelo Belgrano a atacar pelo sul. A missão do "GT 79.3" era desgastar os navios inimigos utilizando os mísseis antinavio de fabrico francês MBDA Exocet transportados pelos contratorpedeiros, enquanto o Belgrano atacaria eventuais navios danificados com as suas torres de canhões de seis polegadas. Os cenários avaliados pelo comandante Héctor Bonzo e pelo seu Estado-Maior incluíam a entrada na "Zona de Exclusão Total" (ZET) decretada pelos britânicos em torno das ilhas, o contacto tático com navios inimigos, o rechaço de ataques aéreos e o ataque de submarinos nucleares. Os submarinos nucleares britânicos eram particularmente temidos devido à sua velocidade e quase inesgotável capacidade de permanecer submergidos, que lhes dava uma superioridade inultrapassável face aos meios ao dispor dos argentinos; o cruzador não dispunha de qualquer capacidade antissubmarino, enquanto os contratorpedeiros possuíam apenas uma moderada capacidade contra submarinos convencionais.

As novas ordens indicavam que às 05h30 do dia 2 de maio o "GT 79.3" deveria rumar em direção à força-tarefa britânica, que se encontrava no interior da ZET. Entretanto, uma avaria num dos motores do ARA Veinticinco de Mayo e condições atmosféricas desfavoráveis à operação dos seus aviões levaram ao adiamento da hora de início do ataque, cujo efeito surpresa se perdeu quando o "GT 79.1" foi detetado por um avião britânico por volta das 00h00. Um relatório recebido às 01h00 dava a entender um possível cancelamento da operação, já que a frota britânica havia cessado os ataques aéreos contra Stanley e os porta-aviões se haviam afastado das ilhas, recuperando assim a sua liberdade de ação. A ordem de cancelamento definitivo do ataque chegou às 05h00, devendo o "GT 79.3" rumar a oeste e manter-se em espera entre as zonas táticas Ignacio e Julián, cerca de 100 mn a leste da ilha dos Estados e 35 mn a sul da ZET. Assim, às 05h11 o Belgrano rumou a oeste, chegando à zona de espera indicada por volta das 15h20, tendo assistido ao longo desse dia a um agravamento das condições meteorológicas, que pressagiavam uma tempestade.

### Lado britânico

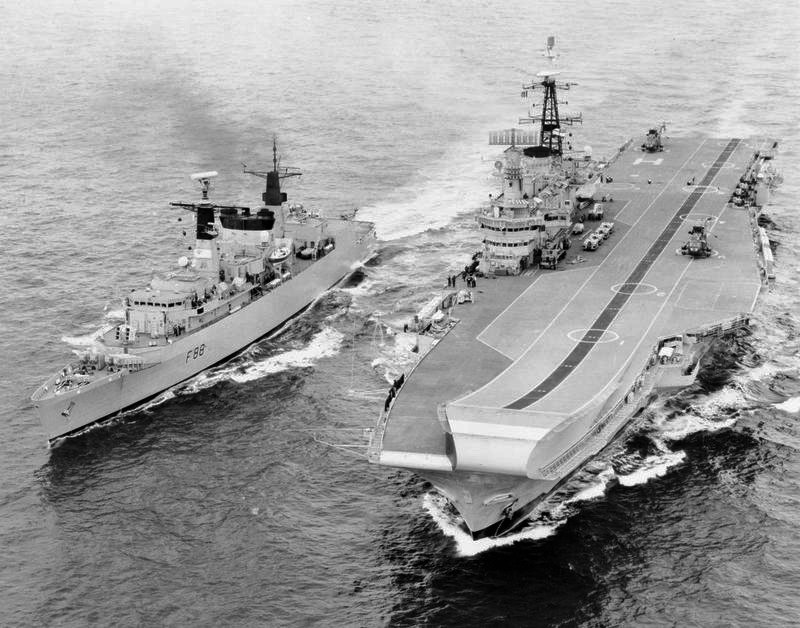
Fragata HMS Broadsword e porta-aviões HMS Hermes, 1 de abril de 1982

Na sequência da invasão e ocupação das ilhas Malvinas, Geórgia do Sul e Sandwich do Sul empreendida pelos argentinos no dia 2 de abril de 1982, o Reino Unido enviou para o Atlântico Sul duas forças-tarefa da Marinha Real Britânica totalizando 109 embarcações e 15 esquadrões aéreos, com o objetivo de recuperar a soberania das ilhas: a "Força-Tarefa 324" (TF 324), comandada diretamente a partir do Comando Estratégico em Northwood pelo almirante John Fieldhouse, composta pelos submarinos nucleares (HMS Conqueror, HMS Courageous, HMS Valiant, HMS Spartan e HMS Splendid); e a "Força-Tarefa 317" (TF 317), sob o comando operacional do contra-almirante Sandy Woodward, composta pelos porta-aviões (HMS Hermes e HMS Invincible), contratorpedeiros, fragatas, navios de transporte e restantes embarcações auxiliares. No dia 12 de abril, com a frota em plena movimentação, o Reino Unido estabeleceu uma "Zona de Exclusão Marítima" (ZEM) de 200 mn em torno das ilhas Malvinas, dentro da qual qualquer embarcação militar argentina poderia ser atacada sem aviso prévio, com o objetivo de impedir que os argentinos reforçassem a sua posição nas ilhas. No dia 23 de abril, o governo britânico enviou uma mensagem ao governo argentino através da embaixada suíça em Buenos Aires, esclarecendo que, independentemente do estabelecimento da ZEM, qualquer embarcação ou aeronave argentina que representasse uma ameaça para as forças britânicas seria atacada. As unidades mais relevantes da força expedicionária britânica chegaram à ZEM no dia 29 de abril; com a sua posição assim consolidada, o Reino Unido estabeleceu no dia 30 de abril uma "Zona de Exclusão Total" (ZET) com a mesma área da ZEM, dentro da qual qualquer embarcação ou aeronave poderia ser atacada sem aviso prévio.
O submarino nuclear HMS Conqueror, comandando por Christopher Wreford-Brown, zarpou da Her Majesty's Naval Base (HMNB) Clyde na Escócia com destino ao Atlântico Sul no dia 4 de abril, tendo chegado ao teatro de operações no dia 11 de abril e iniciado o patrulhamento da zona em torno da ilha Geórgia do Sul. Para além da sua tripulação normal, o submarino transportava um grupo de homens pertencentes ao Special Boat Service (SBS), que desembarcou na costa norte da ilha no dia 19 de abril, em preparação para a operação visando a sua reconquista (Operação Paraquet). O Conqueror prosseguiu com a sua missão de patrulhamento até ao dia 23 de abril, quando recebeu um relatório indicando que um submarino argentino (o ARA Santa Fe) se dirigia para a ilha, tendo conduzido uma busca infrutífera pelo mesmo. Entretanto, e apesar dos contratempos iniciais, a reconquista da ilha foi concluída com sucesso no dia 25 de abril.
O Conqueror continuou a patrulhar a zona em torno da ilha Geórgia do Sul até ao dia 28 de abril, quando recebeu ordens para navegar em direção a oeste com a missão de procurar navios inimigos, após ter sido recebida inteligência indicando a presença de navios argentinos a norte da ilha dos Estados. Alcançou o seu destino no dia 30 de abril, tendo captado nessa mesma noite o som de hélices usando o seu sonar. Na manhã do dia seguinte (1 de maio), o comandante Wreford-Brown avistou no seu periscópio o "GT 79.3" em plena fase de reabastecimento de combustível, mas uma vez que os navios argentinos se encontravam fora da ZET o Conqueror não tinha autorização para atacar, visto que de acordo com as regras de empenhamento da "TF 324" apenas o porta-aviões ARA Veinticinco de Mayo poderia ser atacado fora da ZET. Assim, o submarino limitou-se a seguir de perto o "GT 79.3" quando este rumou a leste em direção à zona a sul das ilhas Malvinas e a comunicar a sua posição ao Comando Estratégico em Northwood.

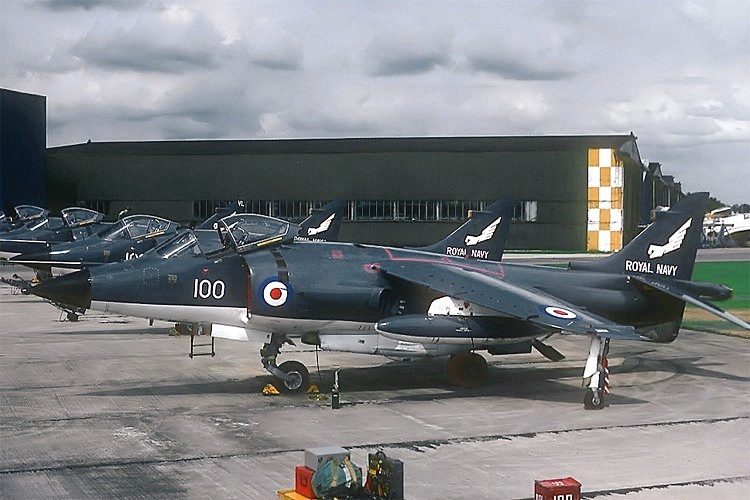
Sea Harrier FRS1 do 899 Naval Air Squadron na Royal Naval Air Station (RNAS) Yeovilton, 1982. O esquema de pintura azul metálico foi substituído por outro mais sóbrio já a caminho do Atlântico Sul

Durante o dia 1 de maio, as forças britânicas iniciaram os bombardeamentos navais e os ataques aéreos contra alvos militares nas ilhas Malvinas. A Força Aérea Argentina reagiu à ofensiva, mas foi rechaçada pelos Sea Harrier do  HMS Hermes e do HMS Invincible, enquanto a Armada Argentina se posicionava para atacar a frota britânica, cuja liberdade de ação estava limitada pelo seu empenhamento na operação, tornando-a vulnerável. O contra-almirante Sandy Woodward foi informado pelo HMS Conqueror da movimentação do grupo-tarefa do Belgrano e recebeu inteligência indicando que o grupo-tarefa do ARA Veinticinco de Mayo se aproximava pelo norte.

Adivinhando a intenção dos argentinos de realizar uma manobra em pinça em torno das ilhas, com o porta-aviões atacando pelo norte e o cruzador pelo sul, Woodward ordenou às suas forças que assumissem posições mais defensivas. Era tudo que podia fazer, pois não estava em condições de agir contra os navios de guerra argentinos; o ARA Veinticinco de Mayo era a maior ameaça e o alvo preferencial, mas a localização exata do porta-aviões argentino permanecia incerta; quanto ao Belgrano, estava a ser seguido pelo HMS Conqueror, cujas restritivas regras de empenhamento não lhe permitiam atacar o cruzador fora da ZET. Apesar do cruzador estar tecnologicamente obsoleto, Woodward considerava o grupo do Belgrano uma ameaça credível pois os contratorpedeiros que o acompanhavam estavam armados com mísseis antinavio e a pesada armadura do cruzador oferecia proteção contra projéteis, bombas e mísseis modernos, tornando-o um alvo difícil com os meios ao dispor da "TF 317". Sabendo que não podia ordenar ao HMS Conqueror que atacasse o Belgrano, e que pedir formalmente autorização ao Comando Estratégico em Northwood poderia demorar demasiado tempo, Woodward decidiu quebrar as regras e ordenar diretamente ao submarino que atacasse o cruzador argentino, sabendo de antemão que a sua ordem seria interceptada por Northwood e interpretada pelos seus superiores como um sinal da sua urgência. Em face a isto, o almirante John Fieldhouse e o Chefe do Gabinete de Defesa, o almirante da Armada Terence Lewin, deslocaram-se à residência campestre de Chequers, nos arredores de Londres, buscando apoio político para a alteração das regras de empenhamento da "TF 324", por forma a permitir aos submarinos nucleares atacar navios de guerra argentinos fora da ZET, algo que até então não havia sido considerado como uma opção dado que os britânicos estavam a operar segundo estritas regras de autodefesa. O Gabinete de Guerra liderado pela primeira-ministra Margaret Thatcher decidiu flexibilizar as regras de empenhamento da "TF 324", autorizando os submarinos nucleares a atacar qualquer navio de guerra argentino que representasse um perigo para as forças britânicas, estivessem ou não dentro da ZET. Thatcher escreveria mais tarde que "era claro para mim o que deveria ser feito para proteger as nossas Forças", e o então Secretário de Estado da Defesa, John Nott, comentaria que "foi uma das decisões mais fáceis de toda a guerra", mas o chefe da delegação britânica na ONU estava preocupado que esta decisão viesse a ter um efeito adverso na opinião da organização sobre o papel do Reino Unido no conflito.

## Afundamento

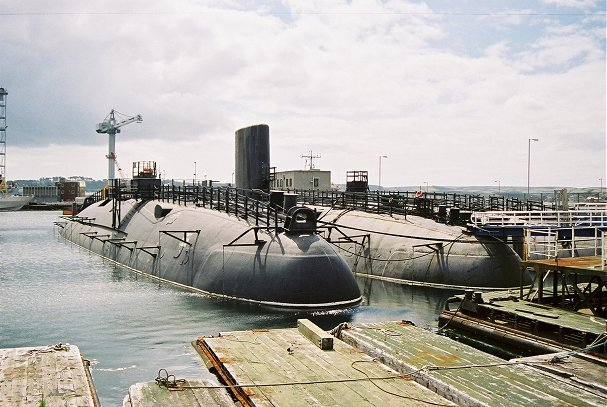
O HMS Conqueror (em primeiro plano à direita) na Her Majesty's Naval Base (HMNB) Devonport, 26 de agosto de 2006

Pelas 13h30 do dia 2 de maio, o Comando Estratégico em Northwood autorizou o HMS Conqueror a atacar o ARA General Belgrano. Por volta das 16h00, depois de solicitar a confirmação da ordem e de se posicionar para o ataque, o submarino britânico disparou três torpedos convencionais Mark VIII a partir de uma distância de aproximadamente 1,5 km. O Conqueror estava equipado com os modernos torpedos teleguiados Mark 24 Tigerfish, mas o comandante Wreford-Brown optou por usar os mais antigos e potentes Mark VIII de 21 polegadas, armados com uma carga de explosivo torpex de 365 kg, que tinham maiores chances de penetrar os bem protegidos costados do cruzador.
Em nenhum momento o "GT 79.3" se deu conta que o ataque estava iminente. Às 16h01, enquanto os artilheiros de guarda no Belgrano testavam equipamentos e movimentavam a torre II em busca de possíveis alvos no horizonte, o navio foi sacudido por uma violenta explosão, seguida de uma quebra de energia e do corte da iluminação, tendo o cruzador começado imediatamente a adernar para bombordo. O torpedo atingiu o navio na zona das casas de máquinas da popa, imediatamente após o limite da armadura lateral, penetrando o casco antes de explodir no seu interior. A explosão destruiu o sistema elétrico, interrompendo a força motriz e inutilizando o gerador elétrico de emergência, tendo uma bola de fogo atravessado todas as cobertas do navio, destruindo e abrindo um buraco com vinte metros de largura no convés. Poucos segundos mais tarde, um segundo torpedo atingiu a proa do Belgrano entre a torre I e o cabrestante, fora da zona protegida pela armadura lateral ou pela protuberância anti-torpedo interna do navio, provocando uma explosão que levou ao desprendimento de cerca de quinze metros da proa do navio. Estima-se que 272 homens tenham morrido direta ou indiretamente devido à explosão dos torpedos. O terceiro torpedo disparado pelo Conqueror falhou o alvo e explodiu junto ao casco do ARA Hipólito Bouchard, sem causar grandes danos.
Apenas a rede de telefones autónoma que ligava a ponte de comando à Central de Controlo de Avarias permaneceu ativa, tendo as equipas responsáveis pelo controlo de avarias rapidamente constatado que os seus postos de combate se encontravam em situação crítica e que os danos causados ao navio eram demasiado graves para serem controlados com os meios à disposição. Procedeu-se então à abertura das portas estanques que conduziam à coberta principal para agilizar a evacuação dos tripulantes das cobertas inferiores, que devido ao corte da iluminação foi efetuada usando apenas pequenas lanternas individuais. A tarefa de evacuação foi ainda dificultada pelo facto de a rede de altifalantes estar fora de operação e das zonas afetadas pelas explosões dos torpedos se terem enchido rapidamente de fumo e petróleo. Os elementos da tripulação que chegavam à coberta principal assumiam as suas posições junto às estações de evacuação pré-definidas, seguindo as ordens que eram transmitidas por meio de altifalantes manuais.
Às 16h10, o navio estava já adernado a 10º e a inclinação aumentava à razão de 1º por minuto, tendo o cruzador começado a afundar pela popa devido à grande entrada de água pelo rombo causado pela explosão do primeiro torpedo, a qual não podia ser bombeada para fora do navio devido à quebra de energia. O risco de explosão das santa-bárbaras das torres de artilharia era também um motivo de preocupação devido aos focos de incêndio que haviam deflagrado no interior do navio - sobretudo a da torre IV, situada perto do local de impacto do primeiro torpedo - e os tanques de combustível do helicóptero foram lançados ao mar por receio de que explodissem. Na enfermaria, localizada na terceira coberta, o trabalho de primeiros socorros foi intenso, pois da popa do navio chegavam muitos homens cobertos de petróleo, com queimaduras graves e com princípios de asfixia devido ao fumo. A equipa médica do navio coordenou a evacuação dos feridos e verificou os camarotes das cobertas inferiores em busca de feridos, dirigindo-se para a coberta principal quando não restava nenhum ferido na enfermaria. Vários tripulantes desceram às cobertas inferiores para tentar ajudar os seus companheiros, e alguns perderam a vida nessa tentativa. Outros, na pressa de abandonar o navio, chegaram à coberta principal sem vestuário apropriado para enfrentar as condições meteorológicas, pelo que foi improvisado uma espécie de poncho com as mantas de lã das camas. Por precaução, os marinheiros começaram a lançar à água as balsas salva-vidas, que se abriram automaticamente ao cair no mar e ficaram a flutuar junto ao casco do navio presas por amarras.

O comandante Héctor Bonzo adiou o abandono do navio enquanto foi possível face à tempestade que assolava o Atlântico Sul e na esperança que mais tripulantes conseguissem escapar do interior do navio, mas às 16h23, com o navio adernado a 20º, deu finalmente a ordem para abandonar o navio. O embarque nas balsas salva-vidas de bombordo foi facilitado, pois estas estavam ao nível do bordo do navio devido ao adernamento deste e o vento ajudava a separá-las do casco; em contrapartida, a estibordo o bordo do navio estava mais elevado devido ao adernamento deste e o vento empurrava as balsas salva-vidas contra o casco, dificultando o embarque e a separação. Um dos dois botes insufláveis com motor fora de borda do Belgrano foi usado com sucesso para separar do casco várias balsas salva-vidas em dificuldades, enquanto outras foram empurradas ao longo do casco até à proa do cruzador, onde uma delas se afundou após ser atingida pela queda da corrente da âncora e outra foi inutilizada pelo embate contra os ferros retorcidos deixados pela explosão do segundo torpedo, obrigando os seus ocupantes a nadar até outras balsas salva-vidas. As ondas dificultaram a visão e a comunicação entre as balsas salva-vidas, motivo pelo qual algumas ficaram sobrelotadas com mais de trinta pessoas enquanto outras não tinham mais de três pessoas. Às 16h40 a operação de abandono do navio estava concluída, e poucos minutos depois o comandante Héctor Bonzo e um suboficial que optou por o acompanhar até ao último momento lançaram-se ao mar e nadaram até às balsas salva-vidas. Às 16h50, o adernamento a 60º prenunciava o afundamento, e dez minutos mais tarde o cruzador foi engolido pelas águas do Atlântico.
| “                         | (…) quando já estava recostado na balsa salva-vidas, alguém me avisa e me diz que o navio se estava a afundar (…) foi então que assomei à entrada e vi os últimos momentos do Belgrano, logo ali, indo totalmente a pique (…) | ” |
| — Comandante Héctor Bonzo | |   |

## Operação de resgate
O ARA Piedra Buena e o ARA Hipólito Bouchard desconheciam o que estava a passar com o Belgrano, visto que a quebra de energia após a explosão do primeiro torpedo impediu a emissão de um pedido de socorro via rádio e as fracas condições de visibilidade os impediram de ver os sinais de luzes do cruzador. Para além disso, embora tudo indicasse que o grupo tinha sido atacado por um submarino visto que o ARA Hipólito Bouchard sentira um impacto consistente com a explosão de um torpedo, nenhum dos navios logrou detetar o HMS Conqueror com os seus sonares devido à sua tecnologia superior. Enquanto o HMS Conqueror realizava manobras evasivas e se afastava do local do ataque, os dois contratorpedeiros rumaram em direção ao continente devido ao receio de novos ataques, pelo que demorou algum tempo até se aperceberem de que algo acontecera ao Belgrano. Pelas 17h00, o eco de radar do cruzador desapareceu dos ecrãs de radar, indiciando o seu afundamento; logo que a notícia chegou ao comando da "FT 79", o ARA Piedra Buena recebeu ordens para regressar a toda força ao último ponto de contacto com o Belgrano enquanto o ARA Hipólito Bouchard permanecia à distância, tendo o aviso ARA Francisco de Gurruchaga sido igualmente destacado para a zona de operações.
Entretanto, anoitecera e as condições meteorológicas haviam-se agravado. Várias balsas salva-vidas haviam sido unidas com amarras por forma a terem um bom eco de radar e a apoiarem-se mutuamente, mas os movimentos bruscos causados pelas ondas ameaçavam arrancar os ganchos de amarração e romper os seus flutuadores, pelo que as amarras tiveram de ser cortadas, espalhando as balsas salva-vidas. A força do vento não tardou igualmente a romper os fechos das portas de lona das balsas salva-vidas, possibilitando a entrada de água e reduzindo a sensação térmica no seu interior para valores abaixo de 0 °C. A tempestade atingiu a sua máxima força pelas 21h00 e prolongou-se pela noite dentro, com ondas de quase 10 m de altura e ventos de 120 km/h, que se sobrepuseram às correntes oceânicas da zona e empurraram as balsas salva-vidas à deriva para sudeste, em direção ao Círculo Polar Antártico. A tempestade dificultou também o avanço dos navios de busca, que viram a sua velocidade limitada a apenas 10 nós. O ARA Piedra Buena foi o primeiro navio a chegar ao ponto de contacto, não tendo encontrado qualquer sinal quer do Belgrano quer das balsas salva-vidas. Pela madrugada do dia 3 de maio, as condições atmosféricas e o estado do mar melhoraram um pouco e dois aviões P-2 Neptune da Aviação Naval Argentina juntaram-se à operação de busca. Pelas 09h00, o Neptune "2-P-111", comandado pelo capitão Pérez Roca, avistou uma grande mancha de petróleo no mar, mas continuava a não haver sinais das balsas salva-vidas. Por fim, por volta das 13h00, o suboficial Ramón Leiva, a partir da bolha de perspex que o Neptune possui no nariz, estabeleceu contacto visual com um grande número de balsas salva-vidas espalhadas por uma área com aproximadamente 2 mn de extensão, cerca de 100 km a sudeste do ponto de contacto. O avião assinalou a sua presença aos sobreviventes nas balsas salva-vidas e transmitiu a sua posição aos navios envolvidos nas buscas, que convergiram para a zona indicada.

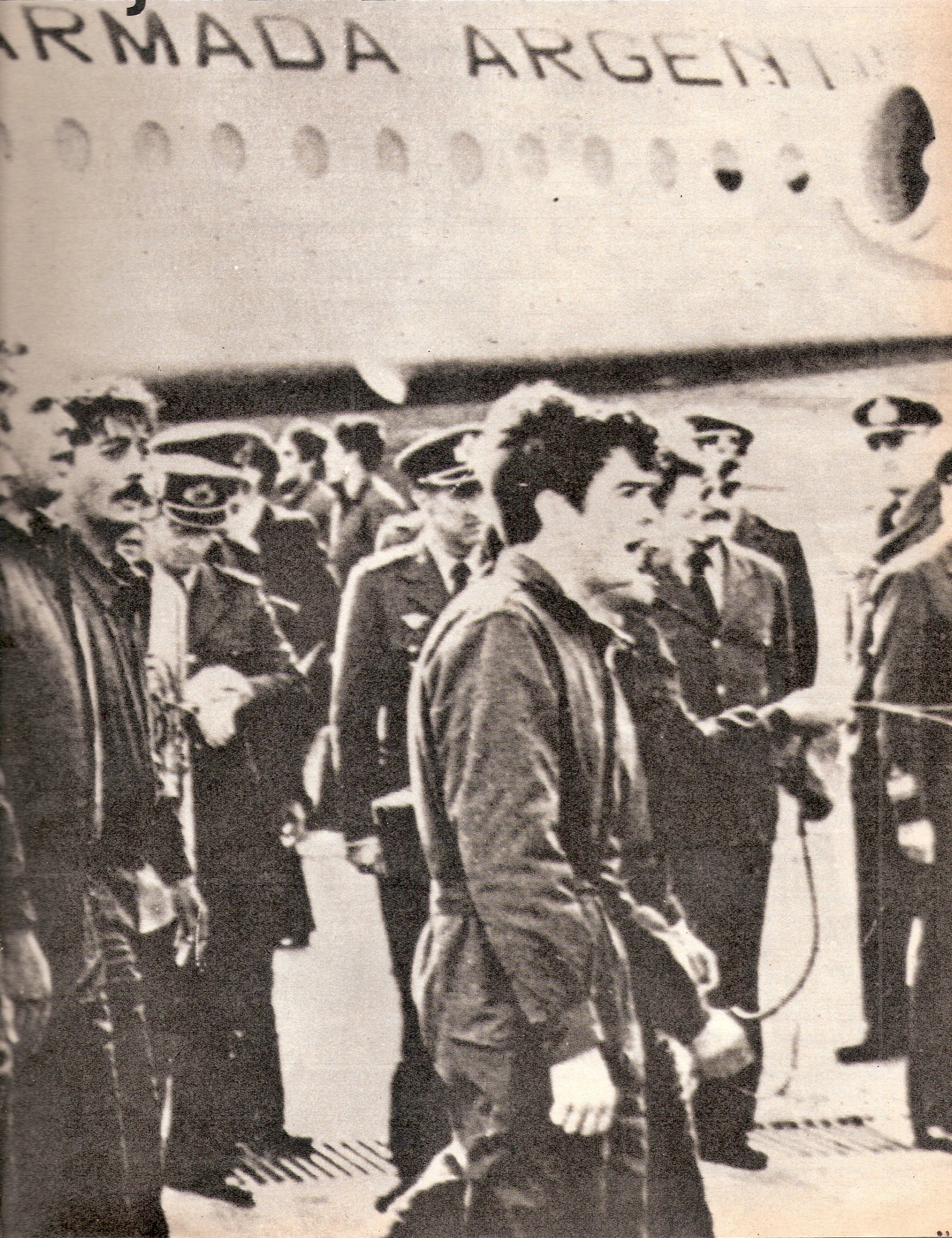
Sobreviventes cantando o hino em Puerto Belgrano, 5 de maio de 1982

Por volta das 15h00, cerca de vinte e duas horas após o afundamento, foi finalmente iniciado o trabalho de resgate dos sobreviventes, dificultado pelo estado do mar e por ventos superiores a 60 km/h provocados pela tempestade que continuava a assolar a região. Nas balsas salva-vidas com apenas quatro ou cinco homens, foram encontrados mortos; nas balsas salva-vidas com maior número de homens, o calor humano partilhado permitiu-lhes sobreviver, mas o alagamento das balsas salva-vidas, aliado à falta de movimento e às baixas temperaturas, provocou problemas de circulação e princípios de congelamento, principalmente nas pernas. Ao anoitecer ainda restavam muitas balsas salva-vidas por recolher, pelo que os trabalhos de resgate prosseguiram pela noite dentro. Pelas 04h00 do dia 4 de maio, o ARA Francisco de Gurruchaga resgatou o comandante Héctor Bonzo, rumando ao continente por volta das 05h30, após ter atingido a sua capacidade máxima. Os contratorpedeiros prosseguiram sozinhos a operação de resgate até à chegada pelas 07h15 do ARA Bahía Paraíso, que iniciou o resgate das balsas salva-vidas restantes após o seu helicóptero ter procedido à transferência dos feridos graves resgatados pelos outros dois navios. Entretanto, as condições meteorológicas melhoram consideravelmente, facilitando as operações de resgate, e pelas 13h00 o ARA Piedra Buena rumou ao continente, seguido pelo ARA Hipólito Bouchard por volta das 16h00. O ARA Bahía Paraíso permaneceu na zona com a missão de se certificar que não havia mais sobreviventes ou cadáveres por resgatar com o auxílio de um avião L-188 Electra, tendo finalmente dado por terminada a operação de busca naval e rumado ao continente pelas 22h30 do dia 7 de maio. As operações aéreas estenderam-se até ao dia 9 de maio, quando se considerou impossível que existissem mais sobreviventes ou cadáveres na zona.

O ARA Piedra Buena, o ARA Francisco de Gurruchaga e o ARA Hipólito Bouchard chegaram à Base Naval Ushuaia entre as 05h30 e as 14h00 do dia 5 de maio. Os sobreviventes receberam então novas roupas e comida, e os feridos foram transportados para o hospital. Dadas as circunstâncias, não foi permitido o acesso à base naval nem ao público nem à imprensa, tendo sido proibido qualquer contacto dos sobreviventes com o exterior. Após o processo de identificação estar concluído, os sobreviventes foram transportados por via aérea para Puerto Belgrano, onde os esperavam os seus familiares e amigos. Aí se havia concentrado igualmente um grande número de representantes da imprensa, procurando informações sobre o afundamento e os sobreviventes. A Armada Argentina decidiu que uma conferência de imprensa seria a melhor forma de dar resposta a todas as solicitações e esclarecer todas as dúvidas, pelo que às 16h00 do dia 7 de maio o comandante Héctor Bonzo deu uma conferência de imprensa perante 400 representantes da imprensa nacional e internacional, onde relatou as operações do navio, o ataque, o tempo passado nas balsas salva-vidas e o resgate. Às 01h00 do dia 9 de maio, o ARA Bahía Paraíso chegou finalmente à Base Naval Ushuaia com os últimos sobreviventes a bordo, e posteriormente o navio pesqueiro Belokamensk descarregou no porto de Mar del Plata três cadáveres que havia resgatado do mar dias antes. No total, foram resgatados 793 tripulantes, entre os quais 23 mortos.
| “                                                                          | (…) fazia muito frio, urinávamos em nós mesmos para aquecermos a cintura, colocávamos as mãos no peito e vomitávamos nelas para aquecer um pouco o corpo. (…) o principal temor nesse momento era que alguém morresse congelado, estávamos expostos a temperaturas abaixo de zero. (…) (no momento do resgate) cada um tinha de subir de alguma forma (aos navios)… no meu caso, tiveram que me atar, porque eu estava bastante congelado, como a maioria… e realmente já não tínhamos muita força para suportar um último esforço… era muito difícil. (…) | ” |
| — Relatos de sobreviventes sobre as horas passadas nas balsas salva-vidas. | |   |

## Consequências

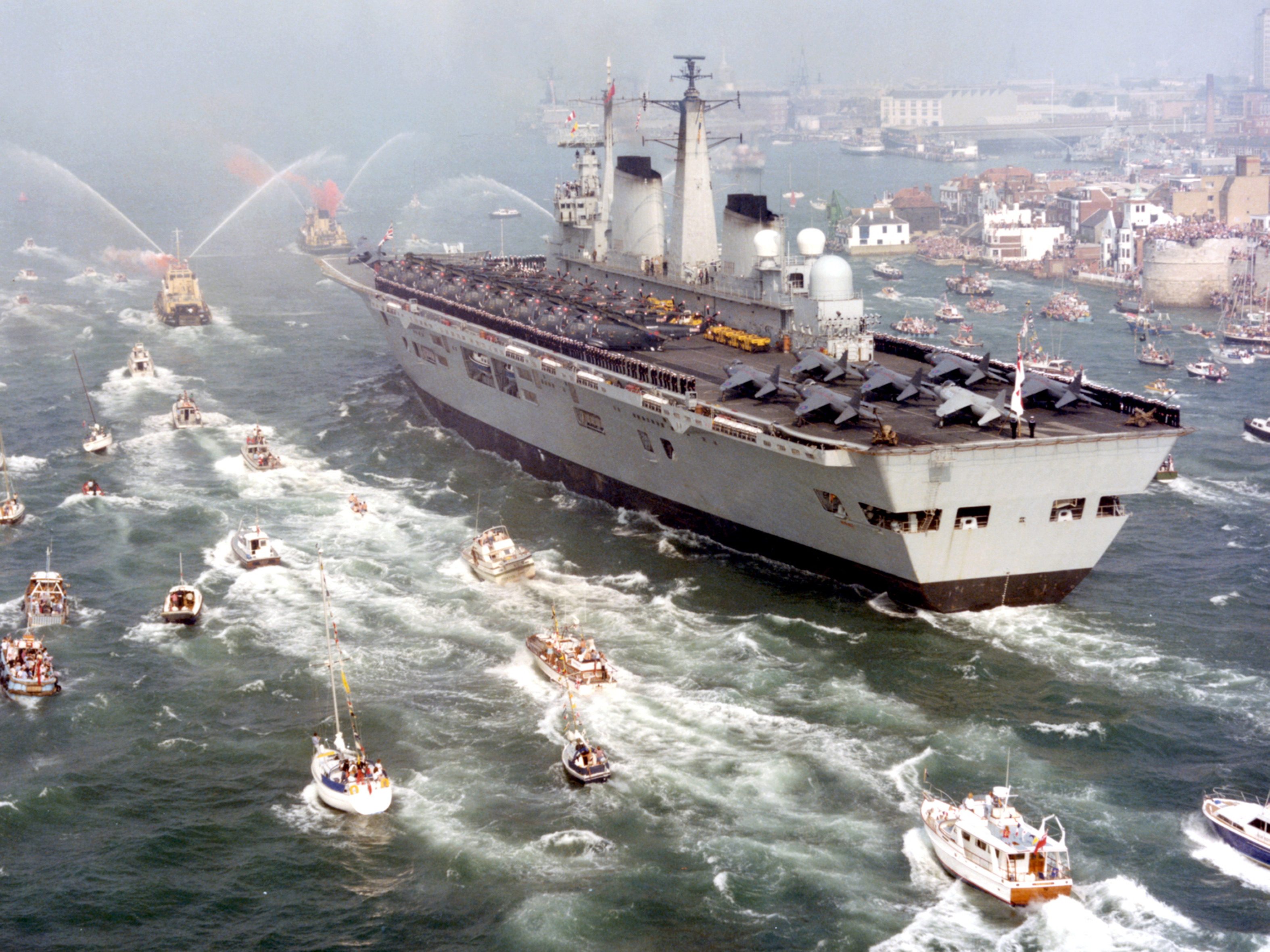
O porta-aviões HMS Invincible regressando ao Reino Unido após o fim da guerra, 17 de setembro de 1982

Politicamente, o afundamento do General Belgrano foi danoso para o Reino Unido, pois o ataque pareceu desproporcionado e as circunstâncias sugeriam que os britânicos não estavam a seguir as suas próprias regras. Para além disso, o afundamento ocorreu catorze horas após o Presidente do Peru, Fernando Belaúnde Terry, ter apresentado uma proposta de plano de paz e apelado à unidade regional, embora Margaret Thatcher tenha negado que a mesma tenha chegado às suas mãos antes do ataque ter ocorrido. As consequências diplomáticas do ataque levaram o Reino Unido a encarar as iniciativas de paz mais seriamente do que antes e a aceitar a proposta de plano de paz peruana em 5 de maio, mas o governo argentino endureceu a sua posição e rejeitou a mesma no dia seguinte. Os britânicos continuariam a apresentar propostas de cessar-fogo até 1 de junho, todas as quais foram rejeitadas pelo governo argentino.
Independentemente das consequências políticas e diplomáticas do afundamento, do ponto de vista militar ele cumpriu o seu objetivo, pondo fim à ameaça que a manobra de pinça representava para a força-tarefa britânica. Mais importante ainda, o receio dos submarinos nucleares britânicos levou os navios da Armada Argentina (à exceção do submarino ARA San Luis) a regressar aos seus portos no continente, de onde não voltariam a sair durante o conflito. "Com a chegada dos submarinos nucleares britânicos, deixou de haver lugar (para a Armada Argentina) nos mares", afirmou o então Chefe do Comando Atlântico dos Estados Unidos, o almirante Harry Train. Os submarinos nucleares britânicos continuariam a operar nos mares entre a costa argentina e as ilhas Malvinas até ao final do conflito, recolhendo inteligência e providenciando à "TF 317" aviso prévio dos ataques aéreos argentinos. O reduzido papel desempenhado pela Armada Argentina durante o resto do conflito levou a uma considerável perda de credibilidade e influência junto do governo argentino.
Com os navios de guerra fora do conflito, o papel principal na defesa das ilhas coube à Força Aérea Argentina e às aeronaves da Armada Argentina operando a partir do continente. Apesar das pesadas perdas infligidas à força britânica, a retirada da Armada Argentina na sequência do afundamento do Belgrano deu à Marinha Real Britânica o domínio dos mares, que seria decisivo para o sucesso da ofensiva britânica. "Com isso praticamente acabou a guerra", afirmou o então embaixador norte-americano em Buenos Aires, Harry Shlaudeman. "Com ela (a Armada Argentina) fora do conflito, como poderiam abastecer as suas tropas? Impossível".

## Controvérsia sobre o afundamento
O afundamento do Belgrano gerou grande controvérsia. A morte de 323 marinheiros argentinos em consequência do ataque não foi bem recebida pela comunidade internacional, tendo-se tornado numa cause célèbre para os opositores à guerra, sendo o afundamento do cruzador considerado por muitos como um uso desproporcionado da força sobre um navio obsoleto com muitos tripulantes a bordo, na sua maioria recrutas. Aqueles que defendem que o navio não constituía uma ameaça à frota britânica e que o seu afundamento era desnecessário baseiam-se sobretudo no facto de o navio estar fora da "Zona de Exclusão Total" (ZET) e de se estar a afastar das ilhas Malvinas no momento do ataque. No Reino Unido houve ainda quem considerasse que a ação foi levada a cabo com o objetivo de inviabilizar as conversações de paz e aumentar a popularidade de Margaret Thatcher junto da opinião pública britânica, como o deputado trabalhista Tam Dalyell, enquanto que na Argentina muitos consideram o afundamento do cruzador como um crime de guerra.

### Situação legal

Imagem sumarizando a posição, movimentos e ações das forças argentinas e britânicas antes do afundamento do ARA General Belgrano, de acordo com Ruben O. Moro

O debate sobre a legitimidade do ataque começou quando foi revelado um mapa da época, preparado pela inteligência norte-americana, marcando a última posição do Belgrano cerca de 30 mn a sul do limite da "Zona de Exclusão Total" (ZET). Historicamente, zonas de exclusão são declaradas em benefício de embarcações neutrais, pois segundo o direito internacional durante uma guerra uma embarcação beligerante pode ser atacada em qualquer lugar exceto nas águas territoriais de países não-beligerantes, mas nem o Reino Unido nem a Argentina declararam guerra durante o conflito. Os britânicos parecem ter estabelecido a ZET com o propósito de eliminar a necessidade de determinar se navios ou aeronaves na zona representavam uma ameaça séria para as suas forças antes de ser tomada ação contra eles em auto-defesa, mas este conceito era uma novidade à luz do direito internacional, e a Convenção das Nações Unidas sobre o Direito do Mar não possui nenhuma provisão para este tipo de zonas. Independentemente da legalidade do seu estabelecimento, que apenas foi contestado pela Argentina e pela União Soviética, a ZET foi respeitada pelos países não-beligerantes.
Apesar do navio estar fora da zona de exclusão, ambos os lados estavam conscientes de que esse já não era o limite da ação britânica. Em 23 de abril o governo britânico tinha enviado uma mensagem ao governo argentino esclarecendo que, independentemente do estabelecimento da zona de exclusão, qualquer embarcação ou aeronave argentina que representasse uma ameaça para as forças britânicas seria atacada. Entrevistas levadas a cabo por Martin Middlebrook para o seu livro, The Fight for the "Malvinas", indicaram que os oficiais da Armada Argentina entendiam que o objetivo da mensagem era esclarecer que embarcações e aeronaves argentinas operando perto da zona de exclusão poderiam ser atacadas. "Depois da mensagem de 23 de abril todo o Atlântico Sul se tornou num cenário operacional para os dois lados. Nós, como profissionais, apenas dissemos que foi uma pena termos perdido o Belgrano", afirmou o contra-almirante Walter Allara, responsável pela força-tarefa da qual o Belgrano fazia parte. Da parte dos britânicos, o contra-almirante Sandy Woodward, comandante operacional da "TF 317", afirmou que não podiam permitir que um navio de guerra argentino ficasse próximo da zona de exclusão e iniciasse um ataque a partir desse ponto. No seu livro, One hundred days: the memoirs of the Falklands Battle Group Commander, Woodward deixa claro que o Belgrano, enquanto parte do braço sul de uma manobra em pinça em torno das ilhas visando a força-tarefa britânica, representava uma ameaça às suas forças e tinha de ser neutralizado.

O governo argentino reconheceu o afundamento do ARA General Belgrano como um ato de guerra legítimo em 1994, mas em março de 2012 a então presidente argentina Cristina Kirchner relançou a polémica ao referir-se ao mesmo como um crime de guerra durante o seu discurso de abertura do ano legislativo. A tese de que o afundamento do cruzador constituiu um crime de guerra nunca foi subscrita pela Armada Argentina, cuja posição é que o cruzador estava "onde devia estar" e "numa ação de combate". Vários oficiais argentinos envolvidos no conflito também já legitimaram publicamente a ação do submarino HMS Conqueror; o almirante Enrique Molina Pico, ex-Chefe do Estado-Maior General da Armada Argentina, numa carta publicada no jornal argentino La Nación em 2 de maio de 2005, afirmou que o Belgrano fazia parte de uma operação que constituía uma ameaça real à força-tarefa britânica, que se mantinha afastado por razões de ordem tática e que o facto de se encontrar fora da ZET era irrelevante já que se tratava de um navio de guerra numa missão tática; o comandante Héctor Bonzo, capitão do Belgrano, numa entrevista em maio de 2003, admitiu que a manobra de afastamento da força-tarefa britânica era temporária, e que a missão do cruzador era atacar; e o capitão de fragata Pedro Galazi, segundo em comando do Belgrano, em declarações prestadas aos jornais argentinos Clarín e La Capital em outubro de 2005, assinalou que os dois países se encontravam em guerra e que não faz sentido dizer que os britânicos não deveriam atacar porque o cruzador estava fora da zona de exclusão. "A zona de exclusão é um diagrama geográfico importante em situações de bloqueio, mas não em uma guerra", esclareceu.
| “                         | (…) Não gosto quando se fala do Belgrano como um crime de guerra. Se na altura tivessemos avistado um navio britânico, não tenho nenhuma dúvida que teríamos atacado. Não éramos um alvo inofensivo. (…) De maneira que falar de imolação, holocausto, traição, vítimas, deceção, mártires… para se referir ao cruzador General Belgrano e aos seus tripulantes pode ter sido um recurso psicológico de oportunidade, mas não é de forma alguma o léxico apropriado para expressar conceitos sobre este episódio de guerra. (…) Cada vez que ouço falar das vítimas do Belgrano fico doente. São heróis, e assim devem ser recordados. | ” |
| — Comandante Héctor Bonzo | |   |

### Rumo do navio
Os primeiros comunicados oficiais do governo britânico sobre o afundamento afirmavam que o grupo-tarefa do Belgrano rumava em direção à frota britânica quando foi atacado, tendo essa informação errónea continuado a ser defendida apesar das informações contraditórias veiculadas pelo governo argentino, o que contribuiu para a polémica gerada em redor do afundamento. Sobre esta questão, o então Secretário de Estado da Defesa britânico, John Nott, escreveria mais tarde: "Continuo espantado... que alguém considere que o rumo do 'Belgrano' tenha qualquer importância. Qualquer navio pode mudar de rumo num instante".
O historiador britânico Lawrence Freedman afirmou, no segundo volume da sua obra, Official History of the Falklands, que os chefes militares e políticos não foram informados da mudança de rumo do Belgrano antes do navio ter sido atacado. Segundo Freedman, essa informação foi enviada pelo HMS Conqueror ao Comando Estratégico em Northwood quatro horas antes do ataque, mas não terá sido transmitida nem ao contra-almirante Sandy Woodward nem ao governo de Margaret Thatcher. De qualquer forma, é improvável que informação tática, tal como o rumo e a velocidade de navios inimigos, fosse incluída em relatórios destinados às chefias políticas, pois, segundo Woodward, decisões estratégicas são tomadas com base na posição e na capacidade. "A velocidade e a direção de um navio inimigo podem ser irrelevantes, pois ambas podem mudar rapidamente. O que conta é a sua posição, a sua capacidade e aquela que acredito ser a sua intenção", afirmou.

### Alteração das regras de empenhamento

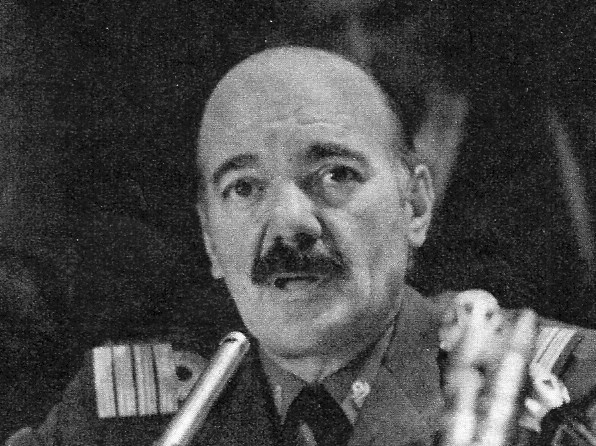
Comandante Héctor Bonzo, maio de 1982

Enquanto parte da "TF 324", o HMS Conqueror possuía regras de empenhamento diferentes das embarcações de superfície que compunham a "TF 317"; Woodward havia sido autorizado a atacar qualquer navio ou aeronave argentina que constituísse uma ameaça à "TF 317", mas os submarinos nucleares da "TF 324" estavam sujeitos a regras de empenhamento bem mais restritas. Outro fator que contribuiu para a polémica gerada em redor do afundamento foi o facto de as regras de empenhamento da "TF 324" terem sido especificamente alteradas para permitir que o HMS Conqueror pudesse atacar o Belgrano fora da ZET.
Na realidade, essa não foi a primeira vez que as regras de empenhamento da "TF 324" foram alteradas durante o conflito. Inicialmente, a "TF 324" estava apenas autorizada a atacar embarcações argentinas dentro da "Zona de Exclusão Marítima" (ZEM). No dia 30 de abril, os chefes militares já haviam convencido o Gabinete de Guerra de Margaret Thatcher a alterar as mesmas para permitir aos submarinos nucleares atacar o porta-aviões ARA Veinticinco de Mayo fora da ZET, com o argumento de que o alcance dos seus aviões constituía uma ameaça para os navios britânicos.

### Içamento daJolly Roger
Suscitou polémica nos meios de comunicação social argentinos o facto de o HMS Conqueror, ao regressar à sua base em Faslane, ter içado a Jolly Roger (a bandeira pirata, com uma caveira branca e dois torpedos cruzados brancos em fundo preto). Essa ação foi esclarecida pela Marinha Real Britânica, que explicou que para os seus submarinos esse ato é um símbolo histórico do afundamento de navios inimigos. Quando questionado mais tarde sobre o incidente, o comandante Christopher Wreford-Brown respondeu que "A Marinha Real gastou treze anos preparando-me para tal ocasião. Teria sido considerado como extremamente triste se eu a tivesse deitado a perder".

### Gotcha
A manchete do tabloide The Sun de 4 de maio de 1982, "Gotcha" ("Apanhámos-te"), é provavelmente a mais notável (e notória) manchete de um jornal britânico sobre o afundamento do Belgrano. O editor do The Sun, Kelvin MacKenzie, terá usado como inspiração para a manchete uma exclamação de improviso do editor responsável Wendy Henry, quando chegaram os primeiros relatórios de que um cruzador argentino havia sido afundado por um submarino britânico. Após as primeiras edições terem sido impressas, surgiram novos relatórios sugerindo que todos os tripulantes teriam morrido, e MacKenzie suavizou a manchete em edições posteriores para "Did 1 200 Argies drown?" ("Será que 1 200 argentinos se afogaram?"), apesar da oposição de Rupert Murdoch, proprietário do The Sun. Apesar da sua notoriedade, poucos leitores no Reino Unido viram a manchete em primeira mão, visto que só foi usada nas primeiras edições no norte do país; no sul do país e nas edições posteriores no norte foi usada a manchete suavizada. Ainda assim, MacKenzie foi condenado por alguns comentadores que sentiram que glorificava a guerra e a manchete causou uma tempestade de controvérsia e protestos. MacKenzie defenderia mais tarde a sua manchete, dizendo: "'Gotcha' era minha e tenho muito orgulho nisso. Para mim o facto de o inimigo ter morrido era uma coisa boa e nunca perdi o sono por conta disto".

### Controvérsia política no Reino Unido

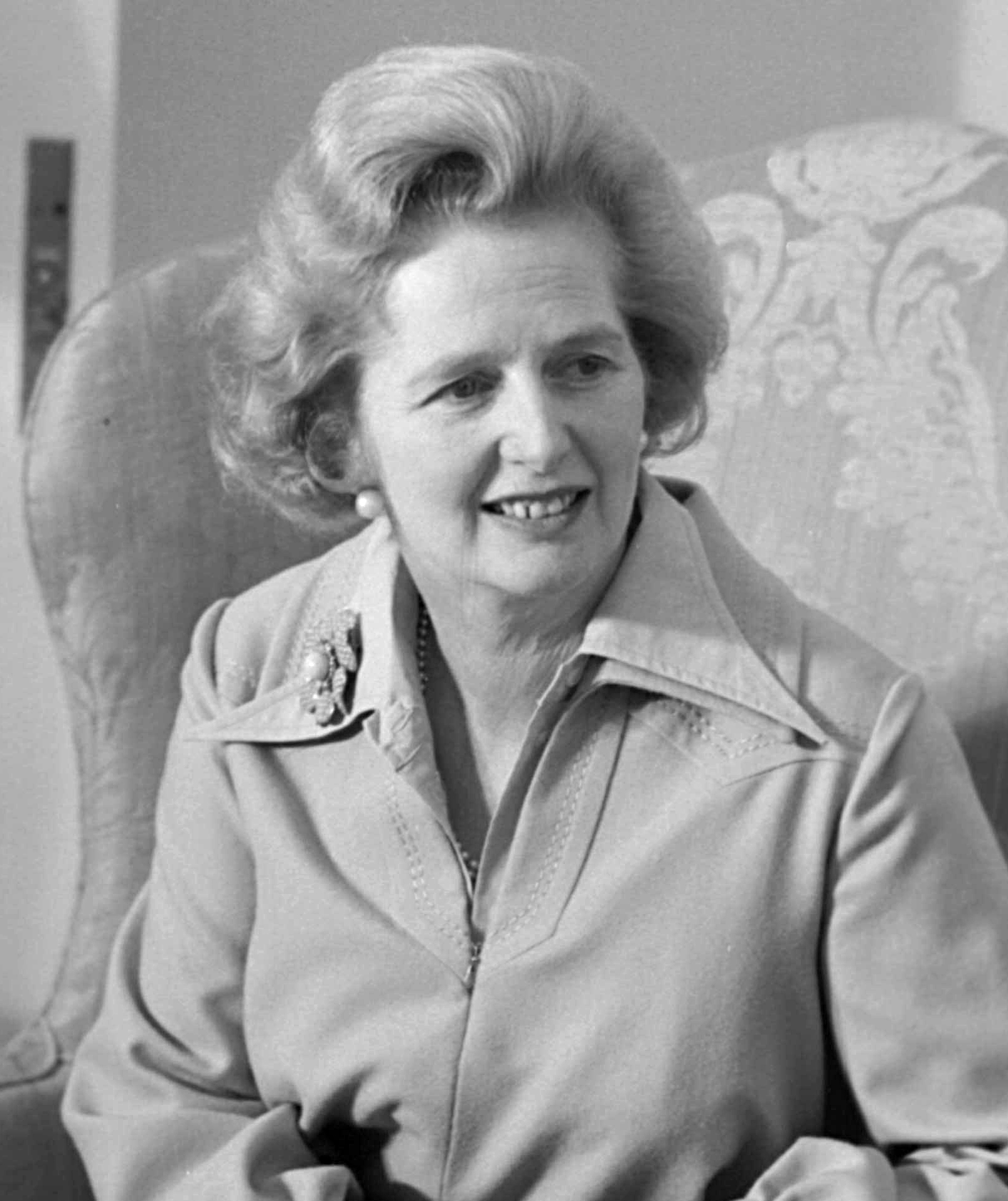
Ex-primeira-ministra britânica Margaret Thatcher, setembro de 1975

A política económica do governo de Margaret Thatcher havia custado ao Partido Conservador muita da sua popularidade antes do início da guerra, e parecia certo que seria superado nas eleições de 1983 pelo Partido Trabalhista ou pelo Partido Liberal e seus aliados. A decisão de desencadear uma operação militar em larga escala após a invasão das ilhas pelos argentinos foi arriscada, mas a vitória no conflito teve um forte impacto na opinião pública britânica e foi um dos principais fatores que conduziram à reeleição de Thatcher. A forma como o Partido Conservador usou o resultado da guerra a seu favor durante essas eleições acentuou a politização da controvérsia sobre o afundamento do Belgrano, com os opositores ao governo afirmando que o ataque teria sido ordenado por Thatcher com o objetivo de inviabilizar as conversações de paz e aumentar a sua popularidade junto da opinião pública britânica.
Quando a notícia do afundamento chegou ao Reino Unido, o Secretário de Estado da Defesa britânico, John Nott, apressou-se a anunciar o mesmo à Casa dos Comuns, tendo incluído no seu discurso redigido à pressa diversas informações erróneas, nomeadamente que o grupo-tarefa do Belgrano rumava em direção à frota britânica quando foi atacado. Estes erros ganharam importância política dada a política do governo britânico de defender todas as declarações ministeriais, ainda que equivocadas, tendo sido pressionado por um inquérito sobre o caso levado a cabo pela Comissão de Relações Exteriores da Casa dos Comuns e pelo deputado trabalhista Tam Dalyell, que via motivos ulteriores para o afundamento do cruzador, nomeadamente a inviabilização das conversações de paz e a escalada do conflito. Em julho de 1984, Clive Ponting, um funcionário do Ministério da Defesa britânico, entregou a Tam Dalyell documentação contendo detalhes do incidente e provando que o governo estava a esconder informação pertinente para o caso do parlamento. Como consequência, Ponting foi indiciado ao abrigo de legislação que protege os segredos de estado e a informação oficial, mas foi absolvido por um júri, que considerou as suas ações do interesse público, embora a sua carreira como servidor público tenha terminado.
Em maio de 1983, Thatcher apareceu em direto num programa do canal de televisão britânico BBC One, onde Diana Gould, uma professora de geografia de Gloucestershire, a questionou insistentemente sobre o afundamento do Belgrano, alegando que o navio não constituía uma ameaça à frota britânica e que foi atacado quando se afastava das ilhas. Gould alegou ainda que o governo já deveria ter conhecimento da proposta de plano de paz apresentada quatorze horas antes do ataque pelo Presidente do Peru, Fernando Belaúnde Terry, e que a escalada da guerra poderia ter sido evitada. Thatcher respondeu que o cruzador constituía uma ameaça aos navios britânicos e negou que a proposta de plano de paz peruana tenha chegado às suas mãos antes do ataque ter ocorrido. "Penso que apenas no Reino Unido é possível que um primeiro-ministro seja acusado por afundar um navio inimigo, quando a minha principal motivação foi proteger os nossos marinheiros. Essa foi a minha principal motivação, e tenho muito orgulho nisso", declarou Thatcher durante a entrevista. Após o final do programa, o marido de Thatcher, Denis, atacou o produtor do programa, dizendo que a sua mulher tinha sido "tramada por homossexuais e trotskistas da BBC".

### Ações legais
Em 1993, o afundamento do ARA General Belgrano foi denunciado pelos familiares das vítimas à Comisión Investigadora de las Violaciones a los Derechos Humanos, dependente do Ministério da Defesa da República Argentina, como um crime de guerra desnecessário. A Comissão decidiu que o afundamento do Belgrano não seria objeto de investigação, o que causou grande polémica visto que a resolução ministerial nº 220 de 2 de junho de 1993 é taxativa ao dizer que a Comissão Investigadora "se destina a investigar a possível existência de atos violatórios das normas vigentes em matéria de direitos humanos, durante e depois dos episódios bélicos acontecidos nas Malvinas e no Atlântico Sul a partir de 2 de abril de 1982".
Em 2 de julho de 2000, Luisa Diamantina Romero de Ibanez e Roberto Guillermo Rojasos, familiares de duas das vítimas do afundamento do cruzador, apresentaram queixas contra o governo britânico no Tribunal Europeu dos Direitos Humanos, alegando que o ataque ao ARA General Belgrano violou o "direito à vida" dos seus filhos, sob o artigo segundo da Convenção Europeia dos Direitos Humanos. As queixas foram indeferidas em 19 de julho de 2000 com base nos argumentos de que foram apresentadas demasiado tarde e que os queixosos não tinham esgotado os recursos legais ao seu dispor nos tribunais britânicos. No entanto, associações de veteranos de guerra argentinos continuaram a pressionar o seu governo para levar o caso ao Tribunal Internacional de Justiça e acusar a ex-primeira-ministra britânica Margaret Thatcher de crimes de guerra.

## Expedição ao local do afundamento

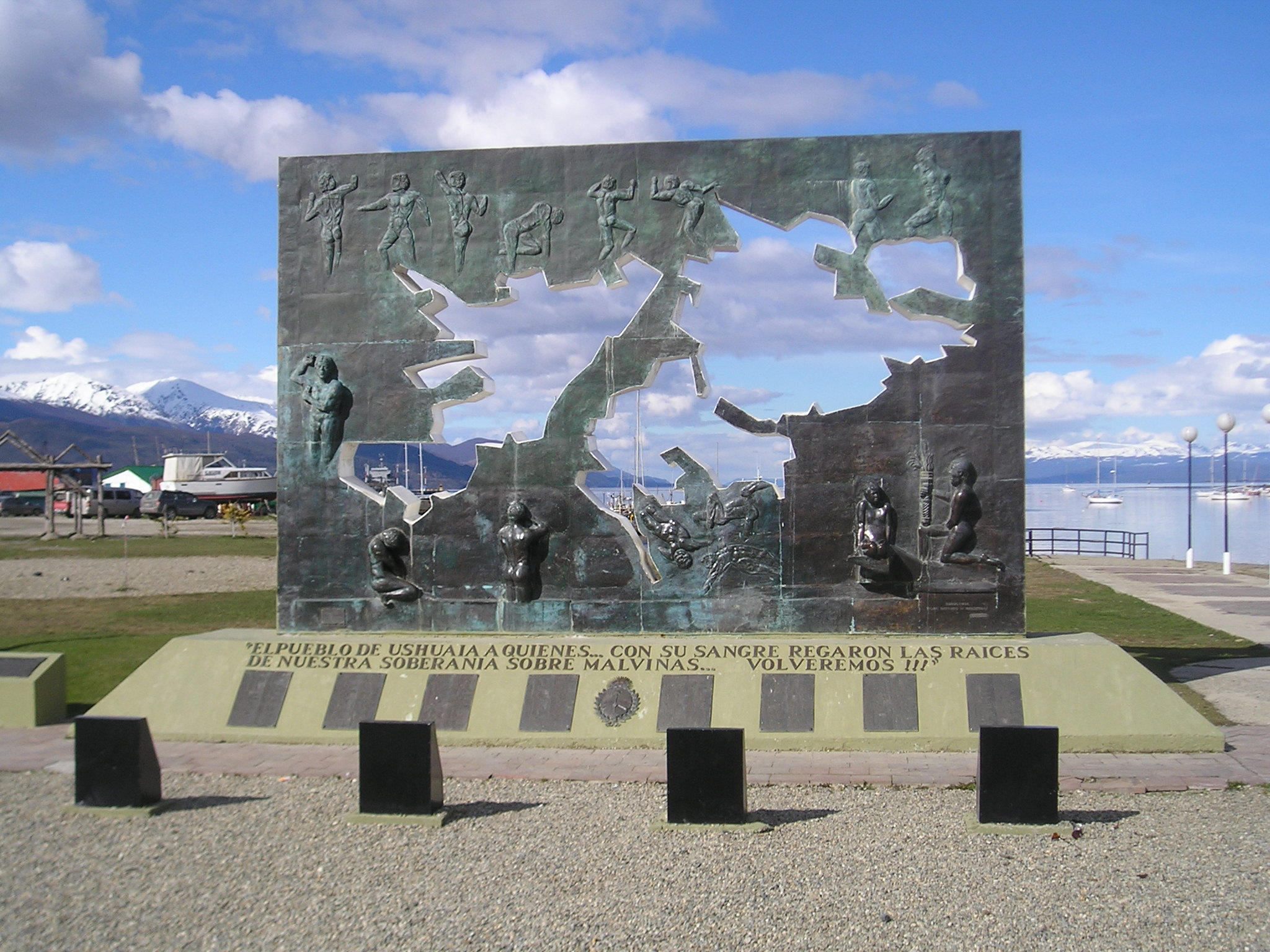
Monumento aos Caídos na Guerra das Malvinas, Ushuaia, Terra do Fogo. Inscrição: "O povo de Ushuaia a quem… com o seu sangue regou as raízes da nossa soberania sobre as Malvinas. voltaremos!!!"

Em março de 2003, o explorador norte-americano Curt Newport liderou uma expedição marítima da National Geographic Society ao Atlântico Sul, com o objetivo de localizar o Belgrano com recurso ao sonar e enviar um veículo submarino operado remotamente (ROV), o Magellan, para filmar os destroços. A expedição foi preparada em colaboração com a Armada Argentina, que enviou uma embarcação para acompanhar o navio ao serviço da National Geographic, o Seacor Lenga. Da expedição fizeram parte quatro veteranos do afundamento, dois argentinos e dois britânicos, incluindo o segundo em comando do Belgrano, o capitão de fragata Pedro Galazi.
Newport focou as buscas numa área com 750-800 km² localizada cerca de 100 mn a leste da costa da Terra do Fogo, onde acreditava que o navio se encontra, a cerca de 4 200 m de profundidade. Após duas semanas no mar, enfrentando ondas de 9 m de altura e ventos de 110 km/h, a expedição abandonou a busca sem encontrar qualquer rasto do Belgrano. As condições meteorológicas adversas e a profundidade do oceano foram os grandes obstáculos à expedição, que não chegou sequer a lançar à água o ROV Magellan.
Durante a expedição, foi realizada na zona do afundamento uma cerimónia em homenagem aos mortos durante o conflito das Malvinas, promovida pela Armada Argentina. A viagem e os acontecimentos ocorridos durante a expedição deram origem a um documentário de duas horas para o canal National Geographic, que inclui ainda trechos de entrevistas a vinte veteranos argentinos e britânicos da Guerra das Malvinas.

### Controvérsia sobre a expedição
A expedição gerou grande controvérsia entre os grupos que representam os veteranos de guerra argentinos e os familiares das vítimas do afundamento do cruzador. Enquanto alguns consideraram a iniciativa uma profanação da memória dos mortos, outros esperavam que fossem descobertas evidências que apoiassem a tese de que o afundamento do Belgrano constituiu uma violação do direito internacional.
Os dois maiores grupos que representam os veteranos argentinos da Guerra das Malvinas mostraram-se irritados por não terem sido consultados acerca da expedição e acusaram a Armada Argentina de ignorar a lei que declara os destroços do Belgrano como lugar histórico nacional e túmulo de guerra. Rubén Rada, presidente da Federação dos Veteranos de Guerra Argentinos, exigiu garantias de que a expedição "não iria remover um pedaço do Belgrano para expor num museu em Londres". John Bredar, produtor executivo do documentário, considerou tais preocupações infundadas. "Nunca tivemos intenção de recuperar seja o que fosse", afirmou. "A lei argentina é bastante clara quanto à não perturbação do local. É um túmulo, e o trataremos como tal".
O facto de dois dos membros da expedição serem veteranos do HMS Conqueror também foi alvo de acesos protestos por parte dos grupos de veteranos de guerra argentinos. "Não se leva o carrasco de volta à cena do crime. É uma ofensa à memória dos mortos que a expedição inclua membros da tripulação do submarino que criminalmente afundou o Belgrano", afirmou Rubén Rada. Em resposta, John Bredar disse que "o nosso objetivo não é fazer uma história geopolítica, mas sim personalizar a história do Belgrano e contá-la a um público mais alargado. Você não consegue fazer isso se só levar veteranos de um dos lados".

## Homenagens

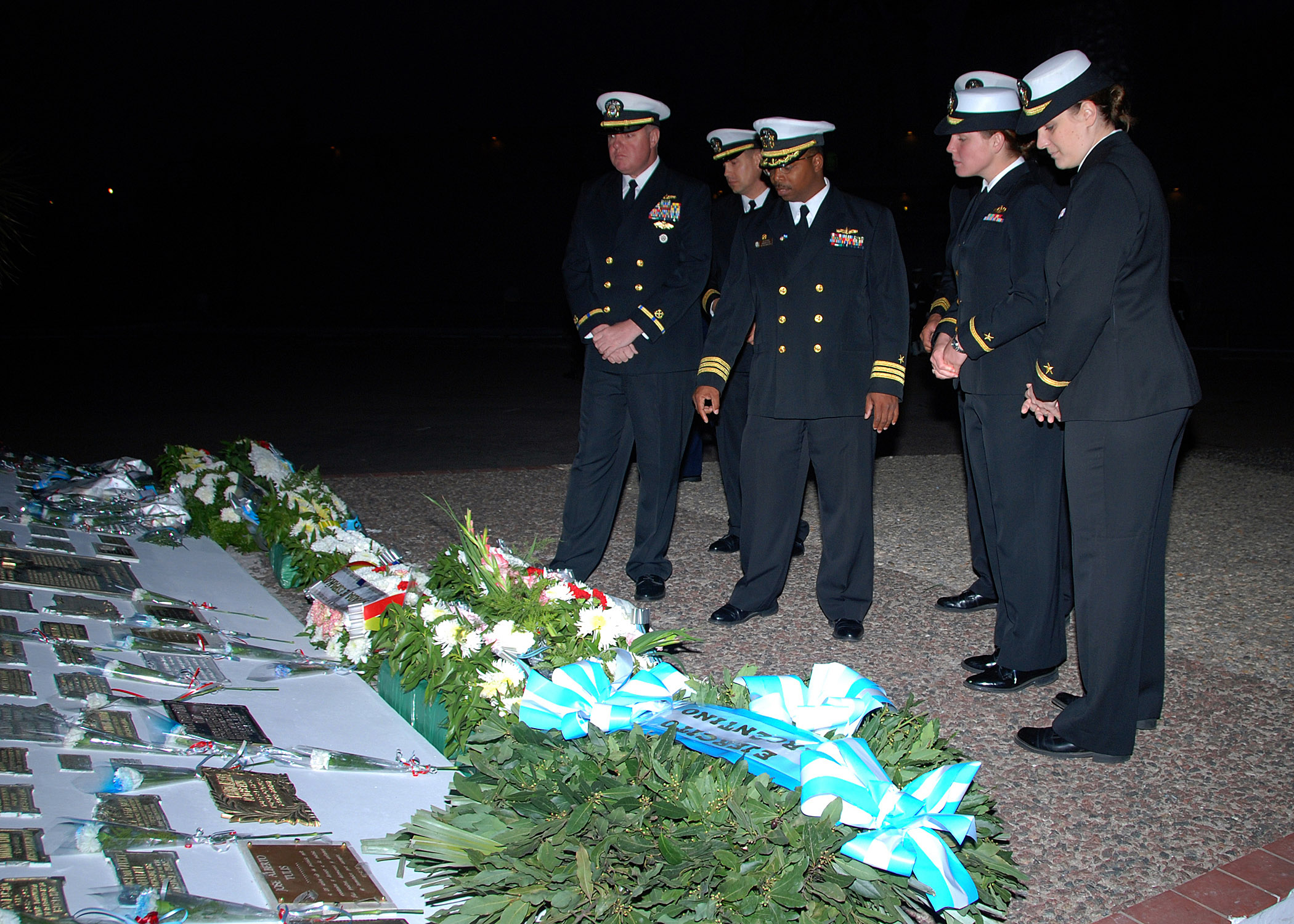
O comandante Victor Cooper e os seus oficiais, do USS Pearl Harbor, prestam homenagem a um memorial dedicado ao ARA General Belgrano em Puerto Belgrano, durante a solenidade dos 25 anos do seu afundamento, 2 de maio de 2007

Todos os anos, no dia de 2 de maio, são realizados na Argentina diversos atos e cerimónias religiosas para perpetuar a memória dos 323 homens que perderam a vida na sequência do afundamento do General Belgrano, às quais assistem sobreviventes e familiares das vítimas. Em 1998, foi realizada uma viagem até a zona do afundamento, onde familiares e sobreviventes lançaram flores e cartas ao mar para homenagear os mortos, e em 1999 o almirante Michael Boyce, o então First Sea Lord da Marinha Real Britânica, visitou a Base Naval de Puerto Belgrano e homenageou os caídos. No dia 3 de maio de 2001, durante uma homenagem realizada no Congresso da Nação Argentina, foram entregues diplomas aos sobreviventes e familiares das vítimas, e o ponto do afundamento foi declarado como lugar histórico nacional e túmulo de guerra.
Muitas solenidades e homenagens ao navio e aos mortos são realizadas por ação da Asociación Amigos del Crucero General Belgrano, que desde 1987 reúne membros e familiares das tripulações do navio ao longo da sua carreira ao serviço da Argentina, assim como homens, mulheres e instituições que desejam manter viva a memória do cruzador e apoiar aqueles afetados pelo afundamento. Para além de ter ajudado a fundar a associação, o comandante Héctor Bonzo escreveu as suas memórias do afundamento no livro "1093 Tripulantes del Crucero ARA General Belgrano", publicado em 1991.
Em dezembro de 2014, noventa e seis escolas levavam o nome do cruzador ou dos seus tripulantes, e pontos destacados da orografia e costa da Ilha dos Estados que ainda não possuíam nome receberam o apelido de cada um dos tripulantes mortos na sequência do seu afundamento.

### Decretos e leis
- Ordenança municipal nº 51.481/97, de 21 de agosto de 1997: estabelece que no dia 2 de maio a bandeira seja içada a meia haste em homenagem aos mortos no afundamento do cruzador ARA General Belgrano, em todas as escolas dependentes do Governo da cidade de Buenos Aires.[109][110][111]
- Decreto nacional nº 745/98, de 26 de junho de 1998: declara o dia 2 de maio como "Dia Nacional do Cruzador ARA General Belgrano" em memória de todos os tripulantes que morreram em consequência do ataque sofrido por esse navio da Armada Argentina, durante o conflito bélico do Atlântico Sul.[1][112]
- Lei nº 586/01, de 18 de maio de 2001: declara o dia 2 de maio como o "Dia dos Tripulantes do ARA General Belgrano" em todas as escolas dependentes do governo da cidade de Buenos Aires. Estabelece ainda a inclusão no calendário escolar de atividades comemorativas ao afundamento do navio e que a bandeira seja içada a meia haste nesse dia, em homenagem aos mortos no afundamento do navio.[109][111]
- Lei nacional nº 25.546/02, de 27 de novembro de 2001: declara como lugar histórico nacional e túmulo de guerra a área onde se encontram os destroços do ARA General Belgrano.[99][113]

### Distinções
- Condecoração Nacional "Honor al Valor en Combate"; Atribuída ao cruzador ARA General Belgrano, que após ter sofrido um ataque sem qualquer hipótese de reação fez jus ao seu lema, "afundar-se em vez de entregar o seu pavilhão", tendo a sua tripulação demonstrado um treino e uma disciplina que fazem jus a uma estirpe guerreira e à coragem em combate.[45]
- Condecoração "Al Esfuerzo y la Abnegación"; Atribuída aos sobreviventes do afundamento, que, durante o abandono do navio e a permanência durante quase dois dias nas balsas salva-vidas sob severas condições ambientais, demonstraram um alto nível de espírito de sacrifício, disciplina, coragem, subordinação e solidariedade humana.[45]
- Condecoração "La Nación Argentina al Herido en Combate"; Atribuída aos sobreviventes do afundamento que suportaram ferimentos graves na sequência do mesmo.[45]
- Condecoração "La Nación Argentina al Muerto en Combate"; Atribuída aos 323 mortos no afundamento, entregue aos seus familiares.[45]
- Distintivo "Operaciones en Malvinas"; Atribuída ao pessoal pertencente ao quadro permanente da Armada Argentina que participou em ações em contacto com o inimigo.[45]
- Distintivo "Malvinas" da Armada Argentina; Atribuída aos recrutas e civis, que não pertenciam ao quadro permanente da Armada Argentina, que participaram em ações em contacto com o inimigo.[45]

### Monumentos

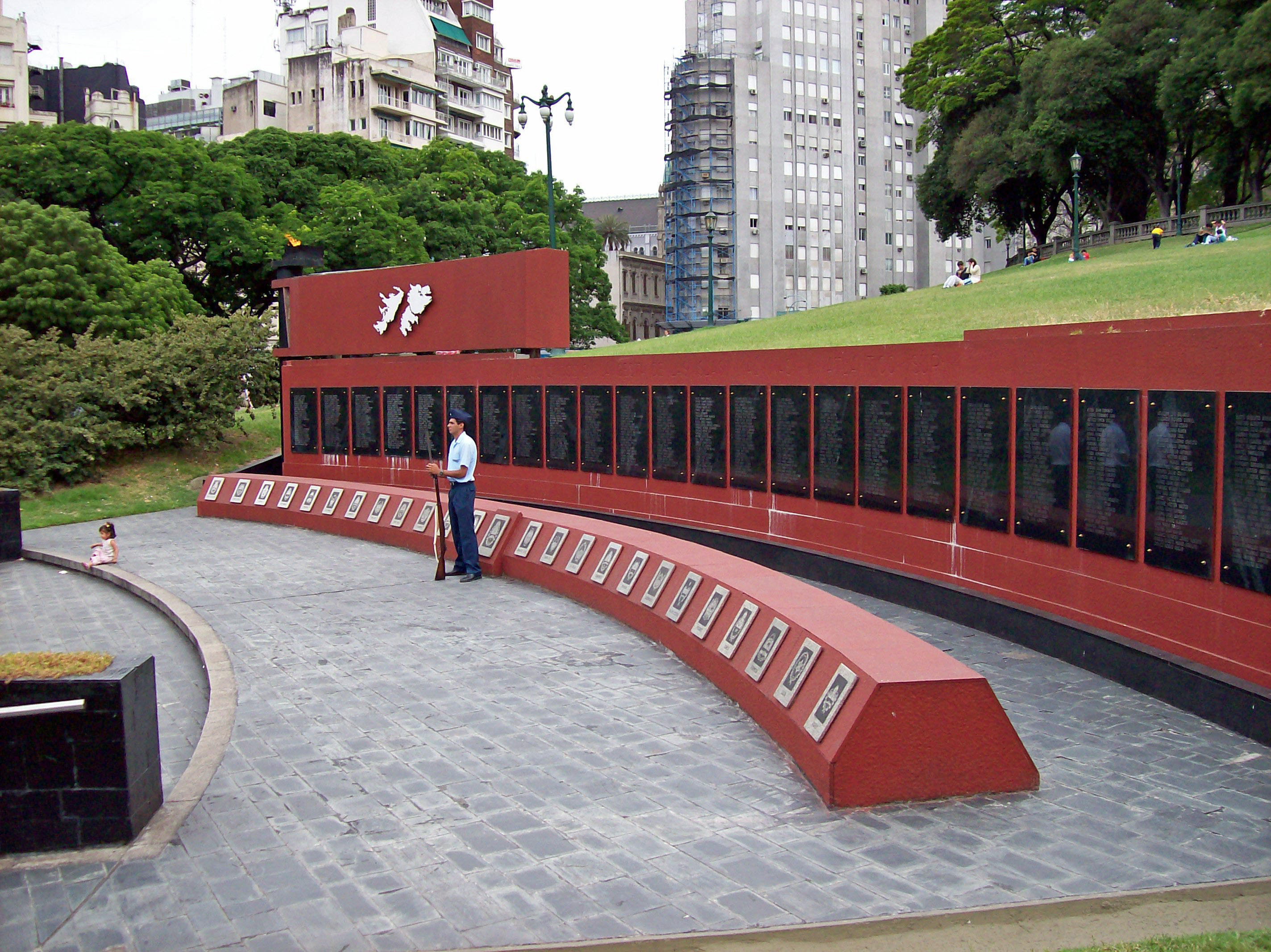
Monumento Nacional aos Caídos nos Acontecimentos das Ilhas Malvinas e do Atlântico Sul, Praça San Martín, Buenos Aires

- 1982, Buenos Aires: Monumento da Armada aos Marinheiros Caídos nos Acontecimentos de 1982; Esquina da Avenida del Libertador com a Avenida Comodoro Martín Rivadavia.[37]
- 1983, Puerto Belgrano: Monumento da Armada ao Cruzador ARA General Belgrano e aos seus 323 Heróis; Em frente ao Comando da Frota de Mar da Base Naval, junto ao ancoradouro habitualmente utilizado pelo cruzador durante trinta anos.[37]
- 1990, Buenos Aires: Monumento Nacional aos Caídos nos Acontecimentos das Ilhas Malvinas e do Atlântico Sul; Praça San Martín.[37]
- 1991, Buenos Aires: Monumento aos Caídos no Afundamento do Cruzador ARA General Belgrano; Parque Centenario.[37]
- 1993, Rosário (Santa Fé): 1º Monumento comemorativo da Asociación Amigos del Crucero ARA General Belgrano; Parque Nacional A la Bandera.[114]
- 1995, Adrogué (Almirante Brown): 2º Monumento comemorativo da Asociación Amigos del Crucero ARA General Belgrano; Praça Almirante Brown.[114]
- 1997, Paraná (Entre Ríos): 3º Monumento comemorativo da Asociación Amigos del Crucero ARA General Belgrano; Esquina da Rua Guemes com a Rua Moreno.[114]
- 1997, Ushuaia (Terra do Fogo): 4º Monumento comemorativo da Asociación Amigos del Crucero ARA General Belgrano; Praça Islas Malvinas.[114]
- 1997, Posadas (Misiones): 5º Monumento comemorativo da Asociación Amigos del Crucero ARA General Belgrano; Avenida Guacurarí, entre a Rua Colón e a Rua Félix de Azara.[114]
- 1998, Santa Rosa (La Pampa): 6º Monumento comemorativo da Asociación Amigos del Crucero ARA General Belgrano; Esquina da Rua Alsina com a Rua Antártida.[114]
- 1999, Puerto Madryn (Chubut): 7º Monumento comemorativo da Asociación Amigos del Crucero ARA General Belgrano; Praça Almirante Brown, na Avenida Costanera.[114]
- 2000, Gualeguay (Entre Ríos): 8º Monumento comemorativo da Asociación Amigos del Crucero ARA General Belgrano; Junto ao terminal de autocarros.[114]
- 2001, Santa Fé (Santa Fé): 9º Monumento comemorativo da Asociación Amigos del Crucero ARA General Belgrano; Avenida Almirante Brown.[114]
- 2002, Puerto Belgrano: Monumento da Armada aos seus Veteranos do Conflito das Malvinas; Parque Centenário, na Base Naval.
- 2005, Río Gallegos (Santa Cruz): 10º Monumento comemorativo da Asociación Amigos del Crucero ARA General Belgrano.[114]
- 2013, Miramar (Buenos Aires): 11º Monumento comemorativo da Asociación Amigos del Crucero ARA General Belgrano; Praça Cruzador ARA General Belgrano.[114]
- 2013, Olavarría (Buenos Aires): 12º Monumento comemorativo da Asociación Amigos del Crucero ARA General Belgrano; Praça do Bairro CECO, entre as ruas Santa Cruz e 12 Bis.[114]
- 2014, Mar del Plata (Buenos Aires): 13º Monumento comemorativo da Asociación Amigos del Crucero ARA General Belgrano.[114]
- 2014, General Alvear (Mendoza): 14º Monumento comemorativo da Asociación Amigos del Crucero ARA General Belgrano; Parque Lua.[114]
- 2015, San Cristóbal (Santa Fé): 15º Monumento comemorativo da Asociación Amigos del Crucero ARA General Belgrano.[114]
- 2017, El Talar de Moye (San Luis): 16º Monumento comemorativo da Asociación Amigos del Crucero ARA General Belgrano; no edifício da primeira escola a receber o nome do cruzador.[114]
- 2017, Famailla (Tucumã): 17º Monumento comemorativo da Asociación Amigos del Crucero ARA General Belgrano.[114]
- 2017, Bella Vista (Buenos Aires): 18º Monumento comemorativo da Asociación Amigos del Crucero ARA General Belgrano; Praça Cruzador General Belgrano, localizada na interceção das ruas Cruz del Sur e Aristóbulo del Valle, no bairro Trujui.[114]
- 2018, Yerba Buena (Tucumã): 19º Monumento comemorativo da Asociación Amigos del Crucero ARA General Belgrano.[114]
- 2018, San Fernando del Valle de Catamarca (Catamarca): 20º Monumento comemorativo da Asociación Amigos del Crucero ARA General Belgrano.[114]
- 2018, Tostado (Santa Fé): 21º Monumento comemorativo da Asociación Amigos del Crucero ARA General Belgrano; Rotunda Heróis das Malvinas.[114]
- 2018, Cañada de Gómez (Santa Fé): 22º Monumento comemorativo da Asociación Amigos del Crucero ARA General Belgrano.[114]
- 2021, Carcarañá (Santa Fé): 23º Monumento comemorativo da Asociación Amigos del Crucero ARA General Belgrano.[114]
- 2021, Sunchales (Santa Fé): 24º Monumento comemorativo da Asociación Amigos del Crucero ARA General Belgrano.[114]

## Impacto cultural
- Em 1986, o dramaturgo britânico Steven Berkoff escreveu a satírica peça teatral Sink the Belgrano!, muito crítica da decisão britânica de partir para a guerra e do afundamento do Belgrano.[115]
- Em 1983, a banda de rock de garagem Thee Milkshakes, fundada por Billy Childish, gravou uma canção instrumental intitulada "General Belgrano" para o seu quarto álbum, The Men With The Golden Guitars. A canção começa com o som do sonar de um submarino.[116]
- Em 1983, os Pink Floyd dedicaram ao conflito das Malvinas parte de seu álbum conceptual The Final Cut, escrito por Roger Waters, cujas letras são muito críticas da participação do Reino Unido na guerra.[117]